# Petrogale godmani
Petrogale godmani — вид родини Кенгурових. Етимологія: вид названо на честь Фредеріка дю Кейна Годмана. Диплоїдний набір хромосом, 2n=20. Вага 5 кг.

## Поширення
Ендемік північно-східного Квінсленду, Австралія. Місце існування характеризується виходами скельних порід і плато.

## Загрози та охорона
Здається, немає серйозних загроз для цього виду, але можуть бути деякі конкурентні загрози з боку місцевих та екзотичних диких травоїдних тварин. Дикі коти можуть полювати на молодь. Вид присутній на деяких природоохоронних територіях.